# 浦东区
浦东区，为上海市大道政府及中华民国维新政府督办上海市政公署下辖的一个已撤销的区。
民国26年（1937年）12月5日，上海市大道政府成立，公布《组织法》，规定辖境由浦东区等14个区组成。浦东区区境包括庆宁寺、东沟、高桥、南码头等地。上海市大道政府及督办上海市政公署皆设在区境内的浦城路51弄3号。民国27年（1938年）4月28日，上海市大道政府改为“督办上海市政公署”。9月12日，《督办上海市政公署区政务署组织暂行章程》发布，浦东区设政务署，置政务长一人，由督办任命。12月1日，《上海特别市区公署组织条例》经中华民国维新政府行政院核准，浦东区分为浦东南区和浦东北区。